# آقا دزده
آقا دزده فیلمی به کارگردانی و نویسندگی خسرو پرویزی محصول سال ۱۳۴۵ است.

## داستان
سارق سابقه داری به نام تیمور، به همراه افرادش، پس از سرقت موجودی گاوصندوق کابارهٔ ایفل می‌گریزند. تیمور که محکوم به اعدام است، مدتی ارتباط خود را با افرادش قطع می‌کند. همکاران او به جوانی به نام عبدل برمی‌خورند که شباهت زیادی به تیمور دارد. تیمور افرادش را وامی‌دارد تا عبدل را بیابند و با طرح نقشه ای می‌کوشد او را به جای خودش در اختیار پلیس بگذارد. مریم متوجهٔ ماجرا می‌شود و عبدل و پلیس را از توطئه علیه او باخبر می‌کند. عبدل اقدامات تیمور و افرادش را خنثی می‌کند و با همکاری مریم و حضور به موقع پلیس جنایتکاران را تار و مار و در چنگال قانون گرفتار می‌کند. عبدل و مریم تصمیم می‌گیرند زندگی مشترکی را در کنار هم آغاز کنند.

## بازیگران
- رضا بیک ایمانوردی
- فریبا خاتمی
- نعمت اله پیشواییان
- محسن آراسته
- داریوش اسدزاده
- سیروس شاندرمنی
- حسین اشراق
- جهانگیر مهربان
- علی پروانه
- یداله شیراندامی
- عیوغی
- فیروز
- اکبر هاشمی